# المركز الوطني لإدارة الدين
المركز الوطني لإدارة الدين، هو مركز حكومي سعودي تأسس في وزارة المالية في الربع الرابع من عام 2015م، تحت مسمى «مكتب إدارة الدين العام»، وفي أكتوبر 2019 قرر مجلس الوزراء تحويله إلى مركز ذي شخصية اعتبارية مستقلة، ويقع مقره في العاصمة الرياض. حيث توج المركز في عام 2022م بجائزة «أفضل فريق خزينة وتمويل سيادي»، وذلك يعكس تطوير سوق الدَّين المحلي، والثقة الكبيرة بقوة الاقتصاد السعودي.
يسهم المركز في وضع سياسة الدين العام وتطويرها وتأمين احتياجات المملكة من التمويل على المدى القصير والمتوسط والبعيد، كما يعمل على ضمان استدامة وصول المملكة إلى مختلف أسواق الدين لإصدار أدوات الدين السيادية بتسعيرة عادلة، بالإضافة إلى متابعة شؤون التصنيف الائتماني للمملكة، وتقديم خدمات استشارية واقتراح خطط تنفيذية للأجهزة الحكومية والشركات التي تملك فيها الدولة أكثر من 50٪ من رأس مالها والمؤسسات العامة في مجال اختصاص المركز.

## الرؤية
أن تكون جهةً فاعلةً في خلق بيئةٍ ماليةٍ مستقرةٍ للمملكة العربية السعودية.

## الرسالة
السعي إلى تحقيق الاستدامة الاقتصادية للمملكة من خلال الإسهام بتطوير سياسات تمويلية متنوعة تعزز مكانة المملكة العربية السعودية الاقتصادية، وتلبي احتياجاتها التمويلية بالتكلفة العادلة وتسهّل وصولها لمختلف أسواق الدين.

## القيم
يرتكز المركز الوطني لإدارة الدين على قيم مهمة وهي:
- المصداقية.
- المسؤولية.
- الشفافية.
- الشراكة.

## أهداف المركز
- إستراتيجية الدين

الإسهام في وضع سياسة الدين العام للمملكة، وتطويرها وتأمين احتياجات المملكة من التمويل على المدى القصير المتوسط والبعيد.
- استدامة التمويل

ضمان استدامة وصول المملكة إلى مختلف أسواق الدين، لإصدار أدوات الدين السيادية بتسعيرة عادلة ضمن أطر وأسس مدروسة لإدارة المخاطر.
- التصنيف الائتماني

متابعة شؤون التصنيف الائتماني للمملكة بالتعاون مع الجهات الحكومية ذات العلاقة.
- التمكين والدعم

تقديم خدمات استشارية، واقتراح خطط تنفيذية للأجهزة الحكومية والشركات التي تمتلك فيها الدولة أكثر من 50% من رأس مالها  والمؤسسات العامة في مجال اختصاص المركز، بما في ذلك جمع بيانات الدين العام المباشر وغير المباشر، ومعالجتها ومتابعتها والتفاوض حول إعادة هيكلة الديون أو إعادة تسعيرها أو إعادة التعاقد عليها، أو خدمات تتعلق بسياسات التحوط أو إدارة علاقات المستثمرين في أدوات الدين العام، أو شؤون التصنيف الائتماني، أو غيرها من الخدمات ذات العلاقة.